# Montbazin
Montbazin is een gemeente in het Franse departement Hérault (regio Occitanie). De plaats maakt deel uit van het arrondissement Montpellier. Montbazin telde op 1 januari 2022 2.903 inwoners.

## Geografie
De oppervlakte van Montbazin bedroeg op 1 januari 2022 21,13 vierkante kilometer; de bevolkingsdichtheid was toen 137,4 inwoners per km².

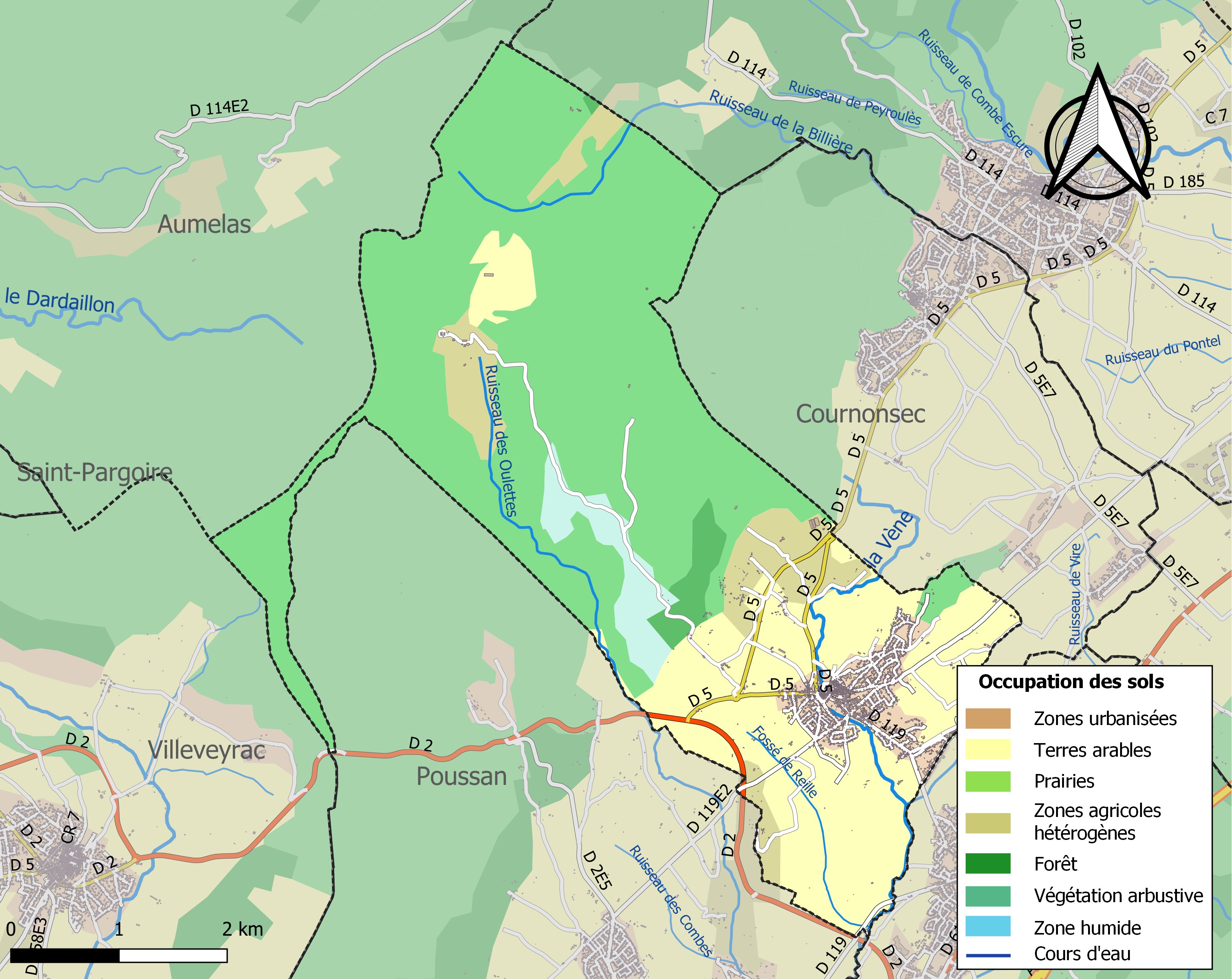
Kaart van de gemeente met belangrijkste infrastructuur, bodemgebruik en omliggende gemeenten

## Demografie
Onderstaande figuur toont het verloop van het inwonertal (bron: INSEE-tellingen).